# Elecciones legislativas de Ecuador de 1986
Las elecciones legislativas de Ecuador de 1986 se celebraron el 1 de junio de 1986 para la elección de los 59 diputados provinciales que conformarían el Congreso Nacional del Ecuador en el período 1986-1988 junto a los 12 diputados nacionales elegidos en 1984.

## Escaños
- 59 diputados provinciales

| Provincia       | Escaños | Provincia        | Escaños |
| --------------- | ------- | ---------------- | ------- |
| Azuay           | 3       | Bolívar          | 2       |
| Cañar           | 2       | Carchi           | 2       |
| Chimborazo      | 3       | Cotopaxi         | 3       |
| El Oro          | 3       | Esmeraldas       | 3       |
| Galápagos       | 1       | Guayas           | 9       |
| Imbabura        | 3       | Loja             | 3       |
| Los Ríos        | 3       | Manabí           | 5       |
| Morona Santiago | 1       | Napo             | 2       |
| Pastaza         | 1       | Pichincha        | 6       |
| Tungurahua      | 3       | Zamora Chinchipe | 1       |

## Resultados
Partidos con representación parlamentaria
| Partido | Partido                   | Partido                                          | Votos     | %      | Electos | Total | ±           |
| ------- | ------------------------- | ------------------------------------------------ | --------- | ------ | ------- | ----- | ----------- |
| 12      |                           | Izquierda Democrática (ID)                       | 349.825   | 14.48  | 13      | 16    | 8           |
| 6       |                           | Partido Social Cristiano (PSC)                   | 304.671   | 12.61  | 12      | 14    | 5           |
| 4       |                           | Concentración de Fuerzas Populares (CFP)         | 228.126   | 9.44   | 6       | 8     | 1           |
| 5       |                           | Democracia Popular (DP)                          | 226.297   | 9.37   | 4       | 5     | 2           |
| 10      |                           | Partido Roldosista Ecuatoriano (PRE)             | 218.319   | 9.04   | 4       | 5     | 2           |
| 2       |                           | Partido Liberal Radical Ecuatoriano (PLRE)       | 204.336   | 8.46   | 3       | 3     | 1           |
| 15      |                           | Movimiento Popular Democrático (MPD)             | 176.461   | 7.31   | 3       | 4     | 1           |
| 9       |                           | Frente Amplio de Izquierda (FADI)                | 146.466   | 6.06   | 2       | 3     | 1           |
| 14      |                           | Frente Radical Alfarista (FRA)                   | 136.531   | 5.65   | 3       | 3     | 3           |
| 3       |                           | Partido Demócrata (PD)                           | 112.337   | 4.65   | 1       | 1     | 5           |
| 17      |                           | Partido Socialista Ecuatoriano (PSE)             | 106.017   | 4.39   | 6       | 6     | 5           |
| 13      |                           | Acción Popular Revolucionaria Ecuatoriana (APRE) | 58.421    | 2.42   | 0       | 0     | Sin cambios |
| 7       |                           | Pueblo, Cambio y Democracia (PCD)                | 55.446    | 2.30   | 1       | 1     | 1           |
| 11      |                           | Partido Nacionalista Revolucionario (PNR)        | 44.841    | 1.86   | 0       | 0     | 1           |
| 1       |                           | Partido Conservador Ecuatoriano (PCE)            | 33.677    | 1.39   | 1       | 1     | 1           |
| 8       |                           | Coalición Nacional Republicana (CNR)             | 13.621    | 0.56   | 0       | 0     | Sin cambios |
|         |                           | Independiente                                    | –         | 0.00   | 0       | 1     |             |
|         |                           |                                                  |           |        |         |       |             |
|         | Votos válidos             | Votos válidos                                    | 2.415.392 | 86.69  |         |       |             |
|         | Votos en blanco           | Votos en blanco                                  | 385.511   | 12.24  |         |       |             |
|         | Votos nulos               | Votos nulos                                      | 348.787   | 11.07  |         |       |             |
|         | Total                     | Total                                            | 3.149.690 | 100,00 | 59      | 71    | Sin cambios |
|         | Registrados/Participación | Registrados/Participación                        | 4,255,346 | 74.01  | 2,86    | 2,86  | 2,86        |

Fuente:

### Escaños obtenidos por provincia y diputados a nivel nacional
| Provincias       |    |    |   |   |   |   |   |   |   |   |   |   |   | Ind. | Total |
| ---------------- | -- | -- | - | - | - | - | - | - | - | - | - | - | - | ---- | ----- |
| Nacional         | 3  | 2  | 2 |   | 1 | 1 | 1 |   | 1 |   |   |   |   | 1    | 12    |
| Azuay            | 2  |    |   | 1 |   |   |   |   |   |   |   |   |   |      | 3     |
| Bolívar          |    |    |   |   |   |   |   | 1 |   | 1 |   |   |   |      | 2     |
| Cañar            |    | 1  |   | 1 |   |   |   |   |   |   |   |   |   |      | 2     |
| Carchi           | 1  |    |   |   |   |   |   |   |   |   |   |   | 1 |      | 2     |
| Chimborazo       |    |    |   | 3 |   |   |   |   |   |   |   |   |   |      | 3     |
| Cotopaxi         | 1  |    | 1 |   | 1 |   |   |   |   |   |   |   |   |      | 3     |
| El Oro           | 1  |    | 1 |   |   |   |   |   |   | 1 |   |   |   |      | 3     |
| Esmeraldas       |    | 3  |   |   |   |   |   |   |   |   |   |   |   |      | 3     |
| Galápagos        | 1  |    |   |   |   |   |   |   |   |   |   |   |   |      | 1     |
| Guayas           |    | 2  | 2 |   |   | 4 |   |   |   | 1 |   |   |   |      | 9     |
| Imbabura         | 1  | 1  |   | 1 |   |   |   |   |   |   |   |   |   |      | 3     |
| Loja             |    | 1  |   |   |   |   | 2 |   |   |   |   |   |   |      | 3     |
| Los Ríos         |    | 3  |   |   |   |   |   |   |   |   |   |   |   |      | 3     |
| Manabí           | 1  | 1  | 1 |   | 1 |   |   | 1 |   |   |   |   |   |      | 5     |
| Morona Santiago  |    |    |   |   | 1 |   |   |   |   |   |   |   |   |      | 1     |
| Napo             | 1  |    |   |   |   |   |   |   |   |   |   | 1 |   |      | 2     |
| Pastaza          |    |    |   |   |   |   |   |   | 1 |   |   |   |   |      | 1     |
| Pichincha        | 2  |    |   |   | 1 |   | 1 | 1 | 1 |   |   |   |   |      | 6     |
| Tungurahua       | 2  |    |   |   |   |   |   |   |   |   | 1 |   |   |      | 3     |
| Zamora Chinchipe |    |    | 1 |   |   |   |   |   |   |   |   |   |   |      | 1     |
| Total            | 16 | 14 | 8 | 6 | 5 | 5 | 4 | 3 | 3 | 3 | 1 | 1 | 1 | 1    | 71    |

## Diputados nacionales
Los diputados nacionales no fueron elegidos en estas votaciones, pues su periodo era de cuatro años en vez de dos. Los diputados nacionales para este periodo fueron (tomando en cuenta los que renunciaron o cambiaron de partido desde 1984):
| Partido                            | Diputado                 | Diputado               | Diputado                |
| ---------------------------------- | ------------------------ | ---------------------- | ----------------------- |
| Izquierda Democrática              |                          |                        | Andrés Vallejo Arcos    |
| Izquierda Democrática              | Jorge Zavala Baquerizo   |                        |                         |
| Izquierda Democrática              | Enrique Delgado Coppiano |                        |                         |
| Partido Social Cristiano           |                          | César Acosta Vásquez   | César Acosta Vásquez    |
| Partido Social Cristiano           | Enrique Ponce Luque      |                        |                         |
| Concentración de Fuerzas Populares |                          | Leonardo Escobar Bravo | Leonardo Escobar Bravo  |
| Frente Radical Alfarista           |                          | Edgar Molina Montalvo  | Edgar Molina Montalvo   |
| Frente Amplio de Izquierda         |                          | Efraín Álvarez Fiallo  | Efraín Álvarez Fiallo   |
| Partido Roldosista Ecuatoriano     |                          | Roberto Dunn Barreiro  | Roberto Dunn Barreiro   |
| Democracia Popular                 |                          |                        | Wilfrido Lucero Bolaños |
| Movimiento Popular Democrático     |                          | Jorge Moreno Ordóñez   | Jorge Moreno Ordóñez    |
| Independiente                      |                          | Carlos Feraud Blum     | Carlos Feraud Blum      |

## Nómina de diputados electos

### Azuay
| Partido                        | Diputado              | Diputado             | Diputado             |
| ------------------------------ | --------------------- | -------------------- | -------------------- |
| Izquierda Democrática          |                       | Juan Cueva Jaramillo | Juan Cueva Jaramillo |
| Izquierda Democrática          | Ítalo Ordóñez Vásquez |                      |                      |
| Partido Socialista Ecuatoriano |                       |                      | Diego Delgado Jara   |

### Bolívar
| Partido                             | Diputado | Diputado               |
| ----------------------------------- | -------- | ---------------------- |
| Partido Liberal Radical Ecuatoriano |          | Luis de Mora Jarrín    |
| Frente Radical Alfarista            |          | Rafael Pazmiño Armijos |

### Cañar
| Partido                        | Diputado | Diputado                |
| ------------------------------ | -------- | ----------------------- |
| Partido Social Cristiano       |          | Fernando García Urgilés |
| Partido Socialista Ecuatoriano |          | Segundo Serrano Serrano |

### Carchi
| Partido                         | Diputado | Diputado                 |
| ------------------------------- | -------- | ------------------------ |
| Partido Conservador Ecuatoriano |          | Pedro Arturo Herrera     |
| Izquierda Democrática           |          | Marco Morillo Villarreal |

### Chimborazo
| Partido                        | Diputado                   | Diputado                   |
| ------------------------------ | -------------------------- | -------------------------- |
| Partido Socialista Ecuatoriano |                            | Fernando Guerrero Guerrero |
| Partido Socialista Ecuatoriano | Gerardo Niama Rodríguez    |                            |
| Partido Socialista Ecuatoriano | Fernando Rodríguez Paredes |                            |

### Cotopaxi
| Partido                            | Diputado | Diputado                   |
| ---------------------------------- | -------- | -------------------------- |
| Izquierda Democrática              |          | Washington Baca Bartelotti |
| Concentración de Fuerzas Populares |          | Alejandro Guerra Aizprúa   |
| Democracia Popular                 |          | Absalón Rocha Romero       |

### El Oro
| Partido                            | Diputado | Diputado               |
| ---------------------------------- | -------- | ---------------------- |
| Concentración de Fuerzas Populares |          | Juan Arriaga Pazmiño   |
| Frente Radical Alfarista           |          | Nicolás Castro Benítez |
| Izquierda Democrática              |          | Manuel Muñoz Neira     |

### Esmeraldas
| Partido                  | Diputado               | Diputado              |
| ------------------------ | ---------------------- | --------------------- |
| Partido Social Cristiano |                        | Iván Bruckner Vergara |
| Partido Social Cristiano | Miguel Intriago Faubla |                       |
| Partido Social Cristiano | Carlos Saud Saud       |                       |

### Galápagos
| Partido               | Diputado | Diputado | Diputado                |
| --------------------- | -------- | -------- | ----------------------- |
| Izquierda Democrática |          |          | Milton Aguas San Miguel |

### Guayas
| Partido                            | Diputado               | Diputado                 | Diputado                |
| ---------------------------------- | ---------------------- | ------------------------ | ----------------------- |
| Partido Roldosista Ecuatoriano     |                        | Adolfo Bucaram Ortiz     | Adolfo Bucaram Ortiz    |
| Partido Roldosista Ecuatoriano     | Santiago Bucaram Ortiz |                          |                         |
| Partido Roldosista Ecuatoriano     | Oswaldo Lucero Solís   |                          |                         |
| Partido Roldosista Ecuatoriano     | Carlos Ortiz Mora      |                          |                         |
| Partido Social Cristiano           |                        | Cesáreo Carrera del Río  | Cesáreo Carrera del Río |
| Partido Social Cristiano           |                        | Nicolás Lapentti Carrión |                         |
| Concentración de Fuerzas Populares |                        | Ángel Duarte Valverde    | Ángel Duarte Valverde   |
| Concentración de Fuerzas Populares | Pedro Isaías Bucaram   |                          |                         |
| Frente Radical Alfarista           |                        |                          | Cecilia Calderón Prieto |

### Imbabura
| Partido                        | Diputado | Diputado               | Diputado               |
| ------------------------------ | -------- | ---------------------- | ---------------------- |
| Partido Socialista Ecuatoriano |          |                        | Enrique Ayala Mora     |
| Izquierda Democrática          |          | Gonzalo Machado Arroyo | Gonzalo Machado Arroyo |
| Partido Social Cristiano       |          | Germán Herrera Dávila  | Germán Herrera Dávila  |

### Loja
| Partido                        | Diputado          | Diputado                     |
| ------------------------------ | ----------------- | ---------------------------- |
| Movimiento Popular Democrático |                   | Fausto Moreno Sánchez        |
| Movimiento Popular Democrático | Duman Rey Trelles |                              |
| Partido Social Cristiano       |                   | Rogelio Valdivieso Eguiguren |

### Los Ríos
| Partido                  | Diputado           | Diputado                |
| ------------------------ | ------------------ | ----------------------- |
| Partido Social Cristiano |                    | Alberto Andrade Fajardo |
| Partido Social Cristiano | Jacinto Chang Wong |                         |
| Partido Social Cristiano | Ángel Viteri Ayala |                         |

### Manabí
| Partido                             | Diputado | Diputado                   | Diputado                   |
| ----------------------------------- | -------- | -------------------------- | -------------------------- |
| Izquierda Democrática               |          |                            | Trajano Andrade Viteri     |
| Partido Liberal Radical Ecuatoriano |          | Ítalo Colamarco Intriago   | Ítalo Colamarco Intriago   |
| Partido Social Cristiano            |          | Marcelo Santos Vera        | Marcelo Santos Vera        |
| Democracia Popular                  |          |                            | René Vargas Pazzos         |
| Concentración de Fuerzas Populares  |          | Francisco Velásquez García | Francisco Velásquez García |

### Morona Santiago
| Partido            | Diputado | Diputado              |
| ------------------ | -------- | --------------------- |
| Democracia Popular |          | Patricio León Arévalo |

### Napo
| Partido                     | Diputado | Diputado                      |
| --------------------------- | -------- | ----------------------------- |
| Izquierda Democrática       |          | Galo González Granda          |
| Pueblo, Cambio y Democracia |          | Maximiliano Grefa Rivadeneira |

### Pastaza
| Partido                    | Diputado | Diputado | Diputado               |
| -------------------------- | -------- | -------- | ---------------------- |
| Frente Amplio de Izquierda |          |          | Camilo Restrepo Guzmán |

### Pichincha
| Partido                             | Diputado            | Diputado                 | Diputado                 |
| ----------------------------------- | ------------------- | ------------------------ | ------------------------ |
| Izquierda Democrática               |                     | Patricio Romero Barberis | Patricio Romero Barberis |
| Izquierda Democrática               | César Verduga Vélez |                          |                          |
| Movimiento Popular Democrático      |                     |                          | Ernesto Álvarez Gallardo |
| Partido Liberal Radical Ecuatoriano |                     | Pedro Arteta Martínez    | Pedro Arteta Martínez    |
| Democracia Popular                  |                     |                          | Jamil Mahuad Witt        |
| Frente Amplio de Izquierda          |                     |                          | René Maugé Mosquera      |

### Tungurahua
| Partido               | Diputado                | Diputado                 |
| --------------------- | ----------------------- | ------------------------ |
| Izquierda Democrática |                         | Edgar Castellano Jiménez |
| Izquierda Democrática | Fernando Dávalos Arroba |                          |
| Partido Demócrata     |                         | Milton Salgado Carrillo  |

### Zamora Chinchipe
| Partido                            | Diputado | Diputado           |
| ---------------------------------- | -------- | ------------------ |
| Concentración de Fuerzas Populares |          | Luis Delgado Tello |

Fuente:

## Diputados que dejaron sus curules
| Diputado              | Partido                    | Motivo                                              | Reemplazo                 | Partido                    | Ref.        |
| --------------------- | -------------------------- | --------------------------------------------------- | ------------------------- | -------------------------- | ----------- |
| Carlos Feraud Blum    | Independiente              | Fallecimiento                                       | Luis Pallares Zaldumbide  | Independiente              | [ 7 ] [ 8 ] |
| Efraín Álvarez Fiallo | Frente Amplio de Izquierda | Renuncia Candidato a Vicepresidente de la República | Emilio Velasco Ortega     | Frente Amplio de Izquierda | [ 9 ] [ 7 ] |
| Ángel Duarte Valverde | CFP                        | Renuncia Candidato a Presidente de la República     | Rafael Santelices Pintado | CFP                        | [ 10 ]      |